# Afrotyphlops mucruso
Espèce
Synonymes
- Onychocephalus mucruso Peters, 1854
- Typhlops mucruso (Peters, 1854)
- Rhinotyphlops mucruso (Peters, 1854)
- Megatyphlops mucruso (Peters, 1854)
- Onychocephalus varius Peters, 1860
- Typhlops riparius Peters, 1881
- Typhlops dinga Peters, 1882
- Typhlops mandensis Stejneger, 1893
- Typhlops latirostris Sternfeld, 1910
- Typhlops viridiflavus Peracca, 1912
- Typhlops excentricus Procter, 1922

Afrotyphlops mucruso est une espèce de serpents de la famille des Typhlopidae. 

## Répartition
Cette espèce se rencontre en Ouganda, en Tanzanie, en République démocratique du Congo dans la province du Katanga, en Zambie, au Zimbabwe et au Mozambique.

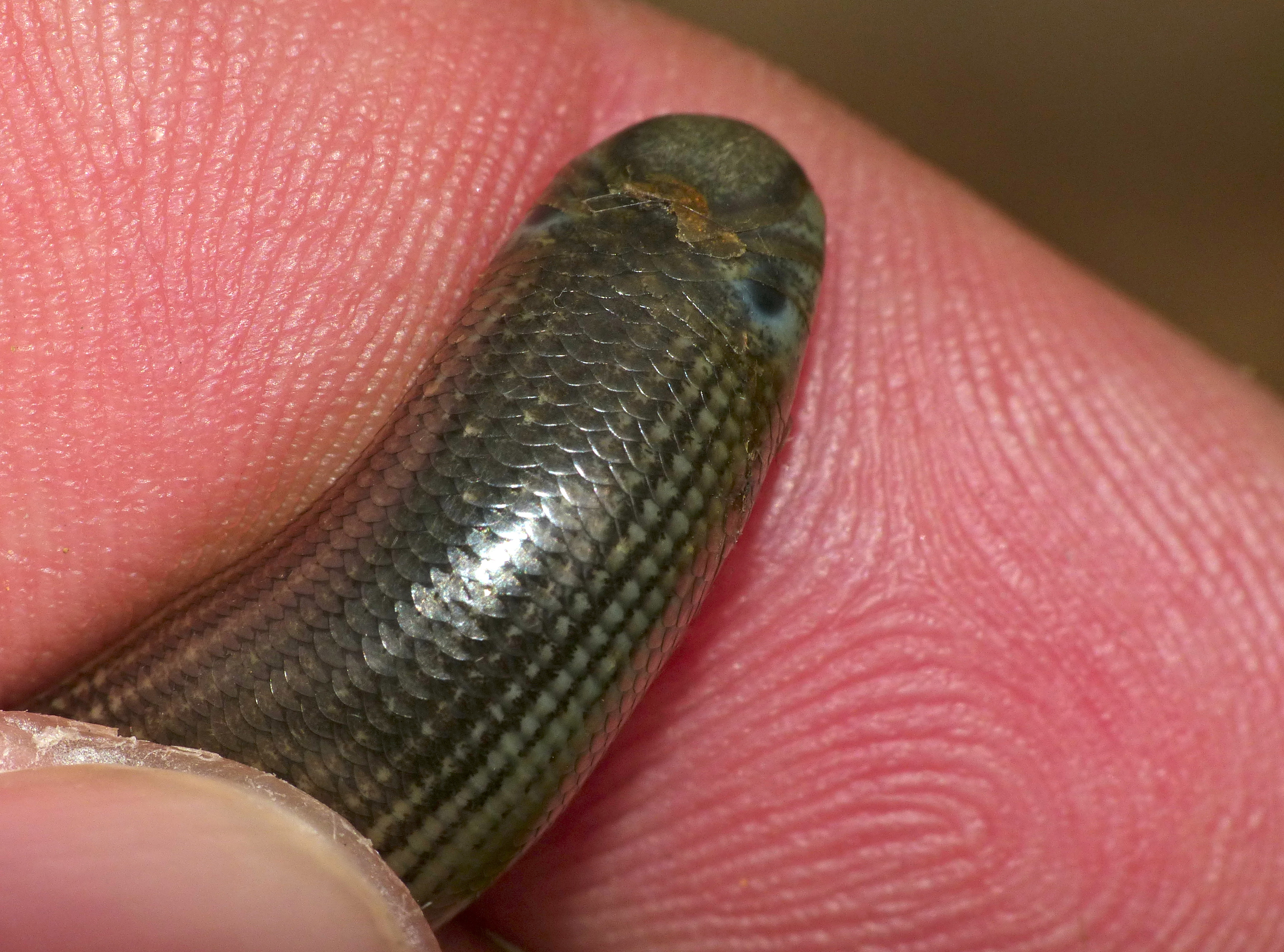

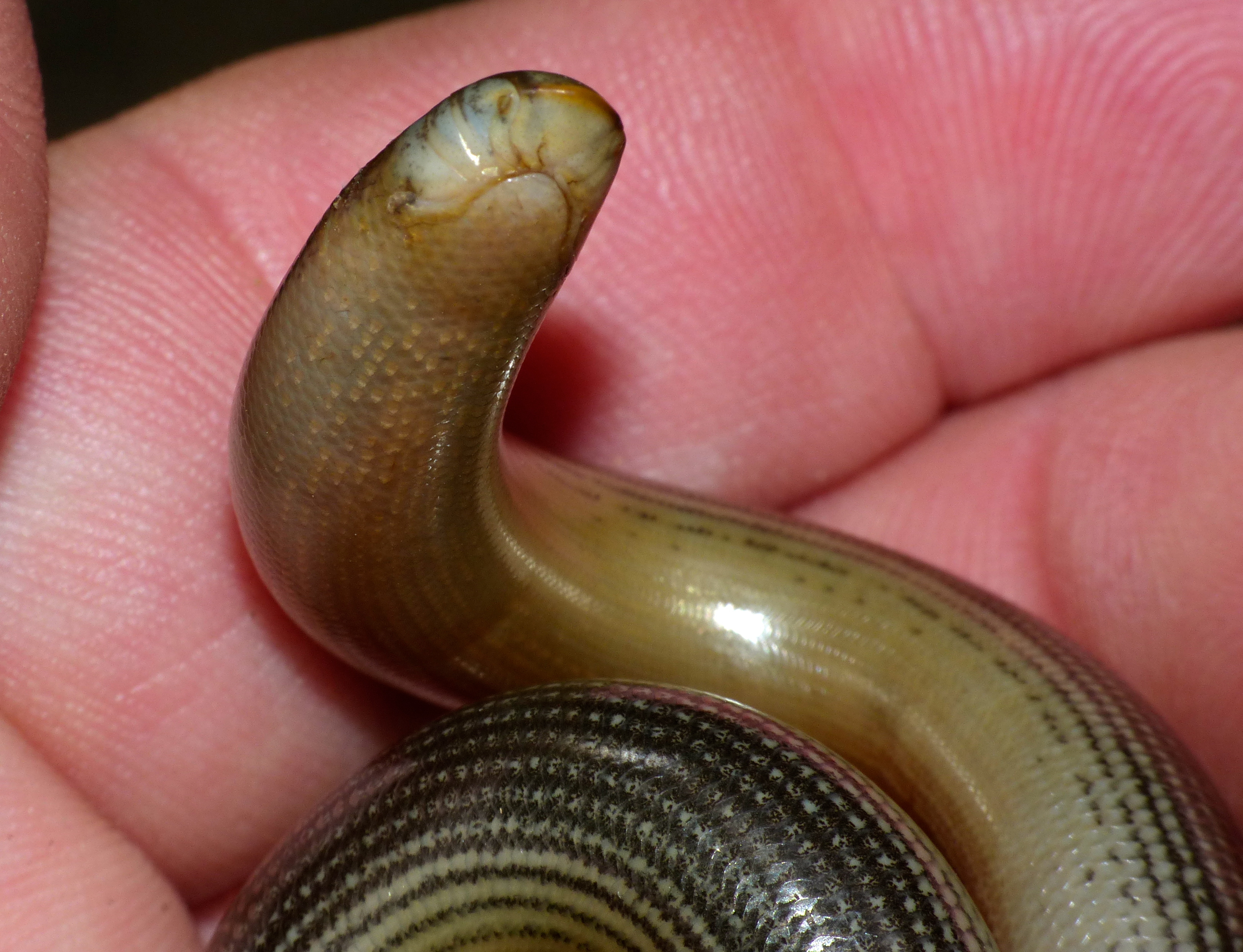

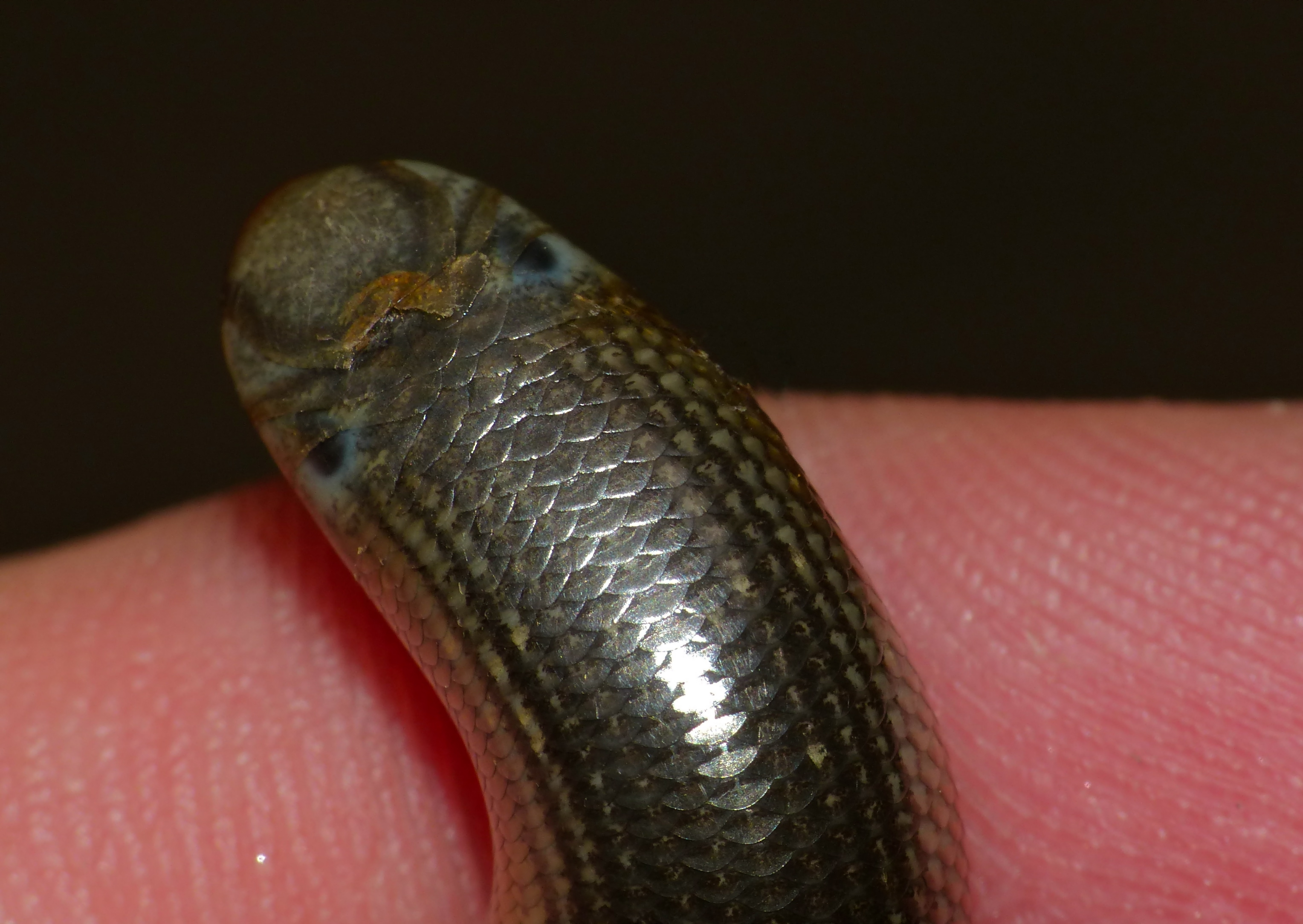

## Publication originale
- Peters, 1854 : Diagnosen neuer Batrachier, welche zusammen mit der früher (24. Juli und 17. August) gegebenen Übersicht der Schlangen und Eidechsen mitgetheilt werden. Bericht über die zur Bekanntmachung geeigneten Verhandlungen der Königlich preussischen Akademie der Wissenschaften zu Berlin, vol. 1854, p. 614-628 (texte intégral).